# Lencloître
Lencloître település Franciaországban, Vienne megyében. Lakosainak száma 2490 fő (2022. január 1.). Lencloître Doussay, Ouzilly, Saint-Genest-d’Ambière és Thurageau községekkel határos.

## Népesség
A település népességének változása:
| Lakosok száma | 2507 | 2462 | 2487 | 2456 | 2465 | 2457 | 2474 | 2482 | 2490 |
|               | 2013 | 2015 | 2016 | 2017 | 2018 | 2019 | 2020 | 2021 | 2022 |